# ادون ژگرووا
ادون ژگرووا (انگلیسی: Edon Zhegrova؛ زادهٔ ۳۱ مارس ۱۹۹۹) بازیکن فوتبال اهل کوزوو است.
از باشگاه‌هایی که در آن بازی کرده‌است می‌توان به باشگاه فوتبال خنک و باشگاه فوتبال بازل اشاره کرد.
وی همچنین در تیم ملی فوتبال کوزوو بازی کرده‌است.